# Арт (по Марлборо)
„Арт (по Марлборо)“ (на хърватски: Art (po Marlborou)) е картина от хърватския художник Борис Бучан от 1973 г.
Картината е нарисувана с акрилна боя върху платно и е с размери 50 x 70 cm. В тази творба художникът Борис Бучан присвоява и модифицира корпоративното лого на „Марлборо“, като го заменя с думата изкуство. Служи като пример за признаване на поп арт естетика, при което изкуството се превръща в марка.
Картината е част от колекцията на Музея на съвременното изкуство в Загреб, Хърватия.